# Feia
Feia és un gènere de peixos de la família dels gòbids i de l'ordre dels perciformes.

## Taxonomia
- Feia dabra (Winterbottom, 2005)[2]
- Feia nota (Gill & Mooi, 1999)[3]
- Feia nympha (Smith, 1959)
- Feia ranta (Winterbottom, 2003)[4][5][6][7][8][9][10]